# Alfa-talassemia
A alfa-talassemia (α-talassemia) é uma forma de talassemia que envolve os genes HBA1 e HBA2. As talassemias são um grupo de doenças hereditárias do sangue que resultam na produção prejudicada de hemoglobina, a molécula que transporta oxigênio no sangue. A hemoglobina normal consiste em duas cadeias alfa e duas cadeias beta; na alfa-talassemia, há uma diminuição quantitativa na quantidade de cadeias alfa, resultando em menos moléculas de hemoglobina normal. Além disso, a alfa-talassemia leva à produção de moléculas de globina beta instáveis que causam maior destruição dos glóbulos vermelhos. O grau de comprometimento baseia-se no fenótipo clínico presente (quantos genes são afetados).

## Sinais e sintomas
A apresentação de indivíduos com alfa-talassemia consiste em:
| Comum | Incomum |
| --- | --- |
| - Anemia: As pessoas com alfa-talassemia podem apresentar uma diminuição na produção de hemácias e um aumento na destruição de hemácias, o que pode resultar em outros sintomas, como fadiga e tontura. - Baço aumentado. - Cálculos biliares. - Atraso no crescimento. | - Icterícia. - Testa pronunciada: Isso ocorre devido à expansão da medula óssea no osso frontal do crânio. A medula óssea se expande porque mais células sanguíneas estão sendo produzidas para compensar a anemia. - Hematopoese extramedular (formação de sangue fora da medula óssea). - Hipertensão (na gravidez). |

## Causa
As alfa-talassemias são mais comumente herdadas de forma recessiva mendeliana. Elas também estão associadas a deleções do cromossomo 16p. A alfa-talassemia também pode ser adquirida em circunstâncias raras.

## Fisiopatologia
O mecanismo vê que as α-talassemias resultam na diminuição da produção de alfa-globina, portanto, menos cadeias de alfa-globina são produzidas, resultando em um excesso de cadeias β em adultos e excesso de cadeias γ em recém-nascidos. As cadeias β em excesso formam tetrâmeros instáveis chamados hemoglobina H ou HbH de quatro cadeias beta. As cadeias γ em excesso formam tetrâmeros que são maus transportadores de O2, pois sua afinidade com o O2 é muito alta, de modo que ele não se dissocia na periferia. As talassemias homozigotas α0, em que ocorrem numerosas γ4, mas nenhuma α-globina (denominadas Hb Barts), geralmente resultam em morte logo após o nascimento.

## Diagnóstico
O diagnóstico da alfa-talassemia é feito principalmente por avaliação laboratorial e diagnóstico molecular. A alfa-talassemia pode ser confundida com anemia por deficiência de ferro em um hemograma completo ou em um exame de sangue, pois ambas as condições apresentam anemia microcítica. O ferro sérico e a ferritina sérica podem ser usados para excluir a anemia por deficiência de ferro.

### Tipos
Existem dois loci genéticos para a globina α, portanto, há quatro alelos nas células diploides. Dois alelos são de origem materna e dois alelos são de origem paterna. A gravidade das α-talassemias está correlacionada com o número de alelos de α-globina afetados: quanto maior, mais graves serão as manifestações da doença. Ao observar o genótipo, um "α" indica uma cadeia alfa funcional e um "-" indica uma cadeia patológica.
| 1 | Isso é conhecido como alfa-talassemia silenciosa e, nesse tipo, o efeito sobre a síntese de hemoglobina é mínimo. Três genes de α-globina são suficientes para permitir a produção normal de hemoglobina e não há sintomas clínicos. Ela ocorre devido a uma mutação de deleção ou não deleção. | - α/α α            |
| 2 | A condição é chamada de traço de talassemia alfa; dois genes α permitem a produção quase normal de glóbulos vermelhos, mas é observada uma anemia hipocrômica microcítica leve. A doença nessa forma pode ser confundida com anemia por deficiência de ferro e tratada de forma inadequada com ferro. O traço de alfa-talassemia pode existir em duas formas: - Alfa-tal-1 (- -/α α), envolve a deleção cis de ambos os genes alfa no mesmo cromossomo. Maior incidência em pessoas de ascendência asiática em comparação com a população em geral. - Alfa-tal-2 (- α/- α), envolve a deleção trans dos genes alfa; isso ocorre em cromossomos diferentes (homólogos). Maior incidência em pessoas de ascendência africana em comparação com a população em geral. | - -/α α ou - α/- α |
| 3 | Essa condição é chamada de doença da hemoglobina H; duas hemoglobinas instáveis estão presentes no sangue: a hemoglobina Barts (cadeias γ tetraméricas) e a hemoglobina H (cadeias β tetraméricas). Essas duas hemoglobinas instáveis têm maior afinidade pelo oxigênio do que a hemoglobina normal. Pode ocorrer uma anemia hipocrômica microcítica com células-alvo e corpos de Heinz (HbH precipitada) no esfregaço de sangue periférico, bem como hepatoesplenomegalia. A doença é observada na infância ou no início da vida adulta; nota-se anemia e hepatoesplenomegalia. | - -/- α            |
| 4 | Isso é conhecido como talassemia alfa maior; esses fetos são edematosos, têm pouca hemoglobina circulante e a hemoglobina presente é toda de cadeias γ tetraméricas. Quando todos os quatro alelos são afetados, é provável que o feto não sobreviva à gestação sem intervenção intrauterina; a maioria dos bebês com alfa-talassemia major é natimorta com hidropisia fetal. Os fetos tratados com transfusões intrauterinas durante toda a gravidez, começando em uma idade gestacional precoce, podem sobreviver até o nascimento com morbidade aceitável. Após o nascimento, as opções de tratamento incluem transplante de medula óssea ou transfusões crônicas contínuas.                                                                                    | - -/- -            |
| α α/α α = normal: 'α α' antes do '/' representa um cromossomo, e 'α α' depois do '/', seu cromossomo homólogo. | |                    |

### Diagnóstico laboratorial
A capacidade de medir a hemoglobina de Barts a torna útil em testes de triagem de recém-nascidos. Se a hemoglobina de Barts for detectada em um exame de recém-nascido, o paciente geralmente é encaminhado para avaliação adicional, pois a detecção da hemoglobina de Barts pode indicar uma deleção do gene da globina alfa, tornando o bebê um portador silencioso de talassemia alfa, duas deleções do gene da globina alfa (talassemia alfa) ou doença da hemoglobina H (três deleções do gene da globina alfa).
A deleção de quatro genes da alfa globina era considerada incompatível com a vida, mas atualmente há 69 pacientes que sobreviveram à infância. Todas essas crianças também apresentam alto nível de hemoglobina Barts na triagem de recém-nascidos, juntamente com outras variantes.
Após a idade neonatal, o diagnóstico laboratorial inicial deve incluir um hemograma completo e índices de glóbulos vermelhos. Além disso, um esfregaço de sangue periférico deve ser cuidadosamente revisado. Na doença da hemoglobina H, os glóbulos vermelhos contendo inclusões de hemoglobina H podem ser visualizados no esfregaço de sangue usando uma nova coloração de azul de metileno ou azul de cresil brilhante.
A análise da hemoglobina é importante para o diagnóstico da alfa-talassemia, pois determina os tipos e as porcentagens dos tipos de hemoglobina presentes. Existem vários métodos diferentes de análise da hemoglobina, incluindo eletroforese de hemoglobina, eletroforese capilar e cromatografia líquida de alta eficiência.
A análise molecular das sequências de DNA (análise de DNA) pode ser usada para a confirmação do diagnóstico de alfa-talassemia, especialmente para a detecção de portadores de alfa-talassemia (deleções ou mutações em apenas um ou dois genes da alfa-globina).

## Tratamento
O tratamento da alfa-talassemia pode incluir transfusões de sangue para manter a hemoglobina em um nível que reduza os sintomas de anemia. A decisão de iniciar as transfusões depende da gravidade clínica da doença. A esplenectomia é uma possível opção de tratamento para aumentar os níveis de hemoglobina total em casos de piora da anemia devido a um baço hiperativo ou aumentado, ou quando a terapia transfusional não é possível. No entanto, a esplenectomia é evitada quando outras opções estão disponíveis devido ao aumento do risco de infecções graves e trombose.
Além disso, os cálculos biliares podem ser um problema que exigiria cirurgia. As complicações secundárias do episódio febril devem ser monitoradas, e a maioria dos indivíduos vive sem necessidade de tratamento. Além disso, o transplante de células-tronco deve ser considerado como tratamento (e cura), o que é melhor feito em idade precoce. Outras opções, como a terapia genética, ainda estão sendo desenvolvidas.
Um estudo realizado por Kreger et al, combinando uma revisão retrospectiva de três casos de talassemia alfa maior e uma revisão da literatura de 17 casos, constatou que a transfusão in utero pode levar a resultados favoráveis. O transplante bem-sucedido de células hematopoiéticas acabou sendo realizado em quatro pacientes.

## Epidemiologia

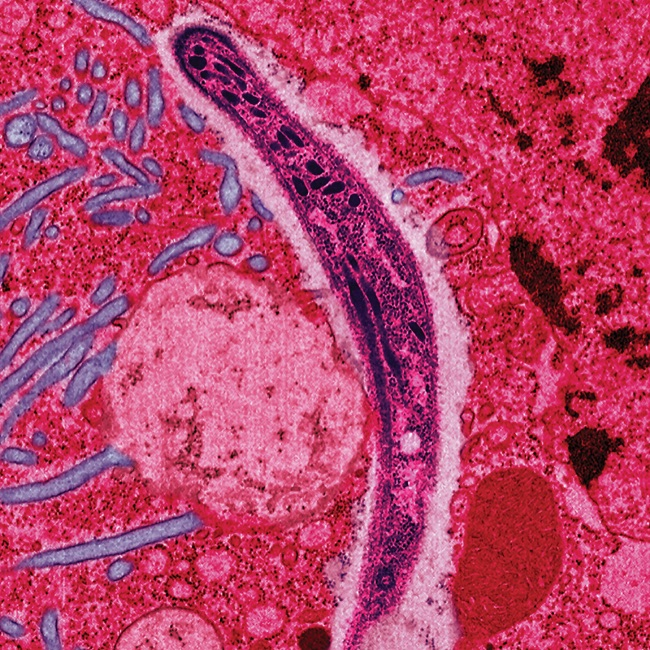
Malária.

A distribuição mundial da alfa-talassemia hereditária corresponde a áreas de exposição à malária, o que sugere uma função protetora. Assim, a alfa-talassemia é comum na África subsaariana, na Bacia do Mediterrâneo e em regiões geralmente tropicais (e subtropicais). A epidemiologia da alfa-talassemia nos EUA reflete esse padrão de distribuição global. Mais especificamente, a doença HbH é observada no Sudeste Asiático e no Oriente Médio, enquanto a hidropisia fetal Hb Bart é reconhecida apenas no Sudeste Asiático. Os dados indicam que 15% dos cipriotas gregos e turcos são portadores dos genes da beta-talassemia, enquanto 10% da população são portadores dos genes da alfa-talassemia.